# Edu (football, 1981)
Pour les articles homonymes, voir Edu.
Eduardo Gonçalves de Oliveira est un footballeur brésilien né le 30 novembre 1981 à São Paulo au Brésil.

## Carrière
- 1996-1999 :  Guarani FC
- 2000 :  Santos FC
- 2001 :  São Paulo FC
- 2002 :  Náutico
- 2003 :  CRAC
- 2003-2006 :  VfL Bochum
- 2006 :  FSV Mayence
- 2007-déc. 2009 :  Suwon Bluewings
- jan. 2010 :  FC Schalke 04
  - 2011-2012 :  Beşiktaş JK (prêt)
  - 2012-déc. 2012 :  SpVgg Greuther Fürth (prêt)[1],[2]
- fév. 2013-déc. 2013 :  Liaoning Whowin
- jan. 2014-jan. 2015 :  FC Tokyo
- jan. 2015-2015 :  Jeonbuk Hyundai Motors
- 2015-fév. 2016 :  Hebei China Fortune FC
- depuis 2016 :  Jeonbuk Hyundai Motors

## Palmarès
- VfL Bochum
  - Vainqueur de la 2. Bundesliga : 2006
- Suwon Bluewings
  - Vainqueur de la K-League : 2008
  - Vainqueur de la Coupe d'Corée du Sud : 2009
- FC Schalke 04
  - Vainqueur de la Coupe d'Allemagne : 2011
  - Vainqueur de la Supercoupe d'Allemagne : 2011
- Jeonbuk Hyundai Motors
  - Vainqueur de la Ligue des champions de l'AFC 2016